# 图尔达昆·乌苏巴利耶夫
图尔达昆·乌苏巴利耶维奇·乌苏巴利耶夫，（俄语：Турдаку́н Усубали́евич Усубали́ев，1919年11月6日—2015年9月7日），吉尔吉斯族，苏联党和国家领导人，吉尔吉斯斯坦政治家。曾任吉共中央宣传鼓动部长；吉共伏龙芝市委第一书记；吉尔吉斯苏维埃社会主义共和国最高苏维埃主席；吉共中央第一书记等职务。苏联解体后，他曾担任吉尔吉斯斯坦最高议会议员。

## 生平
- 1919年11月6日出生于苏俄突厥斯坦苏维埃社会主义自治共和国七河州普尔热瓦尔斯基区科奇科尔村。
- 1937年-1939年，天山州科奇科尔村中学教师。期间，1938年-1941年，中学教师；科奇科尔区教工委副主任。
- 1939年-1941年，吉尔吉斯国立教育学院学习。
- 1941年-1942年，吉共（布）天山州科奇科尔区宣传和鼓动部副部长。1941年加入联共（布）。
- 1942年-1943年，吉共（布）中央宣传和鼓动部指导员。
- 1943年-1945年，联共（布）莫斯科高等党校学习。
- 1945年-1955年，联共（布）、苏共中央宣传与鼓动部教师。1955年毕业于列宁莫斯科国立教育学院。
- 1955年-1956年，《苏维埃吉尔吉斯报》主编。
- 1956年-1958年，吉共中央宣传鼓动部部长。
- 1958年-1961年，吉共伏龙芝市委第一书记。
- 1959年5月-1961年5月，吉尔吉斯苏维埃社会主义共和国最高苏维埃主席。
- 1961年5月-1985年11月，吉共中央第一书记。
- 1985年11月2日，卸任。随即被开除党籍，剥夺退休待遇。乌苏巴利耶夫不服，提出上诉。1988年，他被恢复党籍和相应退休待遇。
- 1993年-2005年，任吉尔吉斯斯坦最高议会议员。
- 2008年，创立吉尔吉斯斯坦联合党。
- 2009年，当选吉尔吉斯斯坦国家科学院名誉院士。
- 2013年，吉尔吉斯国立大学和比什凯克人文大学名誉教授，吉尔吉斯-土耳其玛纳斯大学博士。
- 2015年9月7日于比什凯克逝世，享年95岁。

乌苏巴利耶夫是苏共22-26大代表，第22-26届中央委员，第6-11届苏联最高苏维埃联盟院代表，第5-9届吉尔吉斯苏维埃社会主义共和国最高苏维埃代表，第1-4届吉尔吉斯斯坦最高议会议员。

## 评价
乌苏巴利耶夫为吉尔吉斯斯坦建国，从农业国向工业国迈进，文化发展，议会制度的建立和首都比什凯克的社会经济发展做出了巨大贡献。在他的任期内，国家的工业化，基础设施的建设得到了快速推进。在首都建设了150多个大型工业项目，超过51.1万套住房，一个癌症医院，并且在全国每个地区建设了地区医院，社区中心和图书馆。在他的推动下，苏联的太空研究所在吉尔吉斯设立。托克托古尔水电站，灯具厂，水泥厂等项目在吉落地投产。在1970年代至1980年代，吉尔吉斯有7家肉类加工厂在运营，每年生产25,000吨优质肉，并出口了1200万只羊和4万吨美利奴羊毛，成为了苏联的畜牧业和能源基地。此外，在现代的比什凯克，许多重大工程竣工，例如吉尔吉斯共和国国家科学院，总统府，吉尔吉斯国家图书馆，马戏团剧场，几个大型住宅区和玛纳斯国际机场。

## 荣誉
苏联：
- 三次列宁勋章（1964,1969,1979）
- 劳动红旗勋章（1964）
- 十月革命勋章（1979）
- 1941-1945年伟大卫国战争中忘我劳动奖章
- 纪念列宁诞辰一百周年奖章
- 守卫苏联国界有功奖章
- 开垦处女地奖章
- 1941-1945年伟大卫国战争胜利三十周年奖章
- 苏联武装力量六十周年奖章
- 七次国家经济成就展奖章

蒙古人民共和国：
- 苏赫巴托尔勋章

吉尔吉斯斯坦：
- 一级玛纳斯勋章（1997）
- 共和国英雄称号（1999）

俄联邦：
- 友谊勋章（1999）